# Briga Heelan
Briga Heelan (pronunciación /ˈbriːɡɑː/ BREE-gah) (Andover, Massachusetts; 2 de abril de 1987) es una actriz y comediante estadounidense conocida por su trabajo en series de comedia de situación como Cougar Town, Ground Floor, Undateable, Love, Great News y B Positive.

## Primeros años y educación
Heelan nació en Andover, Massachusetts, hija de la actriz y maestra de las Escuelas Públicas de Lowell, Kimball Heelan, y del dramaturgo Kevin Heelan. Tiene un hermano llamado Conor. El padre de Heelan, además de dramaturgo, ha sido miembro de la facultad de la Phillips Andover Academy desde 1983.
Heelan asistió a la Escuela de Artes de Walnut Hill y estudió durante un año en el Conservatorio de Música de Cincinnati, antes de transferirse a la Universidad del Sur de California. Se graduó con una licenciatura en artes en 2009. Al graduarse, Heelan recibió el Premio James B. Pendleton por contribuciones sobresalientes a la Escuela de Artes Dramáticas de la USC.

## Carrera
Heelan tenía la intención de centrarse en el teatro musical. Conoció a su coprotagonista de la serie Ground Floor, Skylar Astin, en una convención de teatro musical.
El papel destacado en la televisión de Heelan fue en la serie Cougar Town. Fue acreditada como un personaje recurrente en la serie Undateable, apareciendo en tres episodios más el episodio piloto. Pudo filmar simultáneamente tanto Ground Floor como Undateable, dirigida por Bill Lawrence, porque ambas comedias eran multicámara, lo que requería menos días de producción que los programas de una sola cámara. También fue estrella invitada en el primer episodio de la temporada 10 de Curb Your Enthusiasm.
Con respecto al papel de Heelan en Ground Floor, el crítico de televisión Alan Sepinwall dijo que Heelan es "simplemente genial como Jenny: cálida y peculiar, pero siempre se siente como un personaje fuerte e independiente". Los Angeles Times dijo que Heelan "hace que Ground Floor se pueda ver", describiéndola como "notablemente viva y en el momento; hace realidad todo lo que toca. Fácilmente podría recomendar sintonizar solo para ver su trabajo, y por la presente lo hago".

## Vida personal
Heelan vive en Los Ángeles, California.
Sobre su nombre inusual, ella dijo: "Es un nombre irlandés. De hecho, mi apellido era O'Heelahan en el pasado. Y Briga, leí en alguna parte, es una diosa celta pagana, lo que suena genial y me gustó mucho. Pero me pusieron el nombre de la mejor amiga de mi abuela, que era irlandesa y venía de Dublín".
El 16 de octubre de 2014, Heelan se comprometió con su compañero de elenco de Ground Floor, Rene Gube. Se casaron el 8 de mayo de 2015. El 31 de octubre de 2016, anunciaron que esperaban a su primer hijo, una niña. Heelan dio a luz a su hija Bennet Alejandra Gube el 23 de marzo de 2017.

## Filmografía
| Televisión | Televisión           | Televisión       | Televisión                                    |
| Año        | Título               | Rol              | Notas                                         |
| ---------- | -------------------- | ---------------- | --------------------------------------------- |
| 2011       | Man Up!              | Money            | Episodio: «Disciplining the Keens»            |
| 2012       | Jane by Design       | Amanda Clark     | 5 episodios                                   |
| 2012       | Cougar Town          | Holly            | 7 episodios                                   |
| 2013       | Happy Endings        | Ryan             | Episodio: «The Ex Factor»                     |
| 2013–15    | Ground Floor         | Jenny Miller     | Papel principal (20 episodios)                |
| 2014–15    | Undateable           | Nicki            | 7 episodios                                   |
| 2015       | Truth Be Told        | Katherine/Kiki   | Episodio: «Guess Who's Coming to Decorate»    |
| 2016       | Crazy Ex-Girlfriend  | Connie Cavanaugh | Episodio: «That Text Was Not Meant for Josh!» |
| 2016–17    | Love                 | Heidi            | 6 episodios                                   |
| 2017–18    | Great News           | Katie Wendelson  | Papel principal (23 episodios)                |
| 2019       | Brooklyn Nine-Nine   | Keri Brennan     | Episodio: «He Said, She Said»                 |
| 2019       | Modern Family        | Linda            | Episodio: «Stand by Your Man»                 |
| 2020       | Curb Your Enthusiasm | Valerie Ashburn  | Episodio: «Happy New Year»                    |
| 2020–21    | B Positive           | Samantha Turner  | Elenco recurrente (14 episodios)              |
| 2022       | Bob Hearts Abishola  | Marion Mitchell  | Episodio: «Compress to Impress»               |